# Wang Siyun
Wang Siyun (chinesisch 王思韵; * 14. Februar 1989) ist eine chinesische Badmintonspielerin.

## Karriere
Wang Siyun gewann bei der Juniorenweltmeisterschaft 2006 Bronze im Damendoppel mit Liao Jingmei. 2008 wurde sie chinesische Meisterin in der gleichen Disziplin gemeinsam mit Ma Jin. 2009 erkämpfte sie sich Platz fünf im Doppel mit Zhang Jinkang bei der Asienmeisterschaft.

## Sportliche Erfolge
| Saison | Veranstaltung                | Disziplin   | Platz | Name                       |
| ------ | ---------------------------- | ----------- | ----- | -------------------------- |
| 2006   | Juniorenweltmeisterschaft    | Damendoppel | 3     | Wang Siyun / Liao Jingmei  |
| 2008   | China: Einzelmeisterschaften | Damendoppel | 1     | Wang Siyun / Ma Jin        |
| 2009   | Asienmeisterschaft           | Damendoppel | 5     | Wang Siyun / Zhang Jinkang |